# Barnamellű nádipinty
A barnamellű nádipinty (Lonchura castaneothorax) a madarak osztályának a verébalakúak (Passeriformes) rendjébe, ezen belül a díszpintyfélék (Estrildidae) családjába tartozó faj.

## Rendszerezése
A fajt John Gould angol ornitológus írta le 1837-ben, az Amadina nembe Amadina castaneothorax néven.

## Alfajai
- Lonchura castaneothorax castaneothorax – (Gould, 1837)
- Lonchura castaneothorax assimilis – (Mathews, 1910)
- Lonchura castaneothorax ramsay – (Delacour)
- Lonchura castaneothorax sharpii – (Madarász, 1894)
- Lonchura castaneothorax uropygialis – (Stresemann & Paludan, 1934)
- Lonchura castaneothorax boschmai – (Junge, 1952)[2]

## Előfordulása
Ausztrália, Indonézia és Pápua Új-Guinea területén honos. Betelepítették Francia Polinéziába és Új-Kaledóniába is. Természetes élőhelyei a szubtrópusi és trópusi síkvidéki száraz bokrosok, gyepek és szavannák, mangroveerdők, mocsarak, lápok, édes vizű tavak, folyók és patakok környéke, valamint szántók. Állandó, nem vonuló faj.

## Megjelenése
Testhossza 10-12 centiméter, átlagos testtömege 14 gramm.
|  |

## Életmódja
Általában fűmagvakkal táplálkozik, de költési időszakban szárnyas termeszeket is fogyaszt.

## Szaporodása
Kolóniákban fészkel. Fészekalja 4-6 tojásból áll, melyen 13 napig kotlik.

## Természetvédelmi helyzete
Az elterjedési területe rendkívül nagy, egyedszáma pedig stabil. A Természetvédelmi Világszövetség Vörös listáján nem fenyegetett fajként szerepel.